# International School of Gabon Ruban Vert
L'école internationale Ruban Vert du Gabon (en anglais : International School of Gabon Ruban Vert, sigle ERV) est un établissement scolaire situé dans le quartier Batterie IV à Libreville au Gabon.

## Description
L’école d’enseignement Ruban Vert est fondée en 2013.
Elle offre un enseignement aux enfants de 3 à 18 ans un parcours couvrant les niveaux maternelle. primaire et secondaire jusqu'à la terminale.
Depuis le 19 février 2015, l'école propose un programme centré sur le baccalauréat international (BI).
En février 2020, l'école a obtenu une accréditation complète auprès du Conseil des Écoles Internationales.
Le programme couvre les arts, la littérature, les mathématiques, les sciences et les sciences humaines.
Un programme de bourses d’études offre aux étudiants gabonais de la région un accès à une éducation de haut niveau aux côtés d’enfants de différentes origines et cultures.
Les élèves d'ERV sont reconnus pour leur capacité à diriger, à innover, à avoir un impact et à servir, à respecter les ressources et l’environnement, et à avoir un impact significatif sur leur école et leur communauté.